# Кристин
„Кристин“ (на английски: Christine) е роман на ужасите, написан от Стивън Кинг. Книгата е публикувана за първи път през 1983 г. В романа се разказва за американски автомобил Плимут Фюри от 1958 г., който е обладан от свръхестествени сили.
Романът е филмиран през 1983 година от американския режисьор Джон Карпентър.